# Chiesa di San Giovanni Battista (Varallo)
La chiesa di San Giovanni è una chiesa consacrata a san Giovanni Battista che si trova a Varallo, sulla strada statale 299 di Alagna che porta ad Alagna.
La sua costruzione risale al 1439, secondo la datazione che attribuitale da Federico Tonetti, storico della Valsesia, il quale aveva letto un'iscrizione che si trovava sopra l'altare; sulla stessa era indicato anche il committente della costruzione, ovvero il figlio del cittadino varallese Milano Scarognini.